# NGC 6797
NGC 6797 (другое обозначение — ESO 525-**10) — двойная звезда в созвездии Стрелец.
Этот объект входит в число перечисленных в оригинальной редакции «Нового общего каталога».